# Michael Mancini
 (mars 2015).
Si vous disposez d'ouvrages ou d'articles de référence ou si vous connaissez des sites web de qualité traitant du thème abordé ici, merci de compléter l'article en donnant les références utiles à sa vérifiabilité et en les liant à la section « Notes et références ».
Le Dr. Michael Mancini est un personnage de fiction de la série télévisée américaine Melrose Place. Il est interprété par Thomas Calabro. Il est le personnage masculin central de la série et le seul personnage à être présent du début jusqu'à la fin de la série.
Perçu comme un chirurgien sans histoires, époux attentionné et homme altruiste, la véritable nature de Michael se fait jour petit à petit et il se montre arrogant, manipulateur, égocentrique. En raison de ses nombreuses frasques, Michael est devenu le personnage le plus détesté de la série.
Michael est un brillant chirurgien et également le "serial lover" de Melrose Place. Il a été marié avec la plupart des femmes de la série : deux fois avec Jane Andrews, deux fois avec Kimberly Shaw, une fois avec Sydney Andrews (plus une reprise de vie commune avec cette dernière, ils se présentent comme mari et femme sans toutefois se remarier), une fois avec Megan Lewis. Il a également eu des relations amoureuses avec Amanda Woodward, Taylor McBride et Lexi Sterling.

## Histoire du personnage

### Avant la série
Il est le fils de Mia Mancini et l'aîné d'une famille de trois enfants. Sa sœur Jennifer Mancini (Alyssa Milano) est introduite dans la série à partir de la saison 5.

### Saison 1 à 3
Michael apparaît dans la saison 1 en tant que mari de Jane et gérant du complexe résidentiel Melrose Place pour le compte d'un propriétaire.
Michael vit très mal la fausse couche de Jane, il se sent coupable de par son absence due au travail. Étant distrait par l'événement, il fait une erreur médicale. Quand Kimberly, sa collègue de travail, tente de le soutenir, il la rejette. Ses relations avec sa femme commencent à se détériorer. Il s'excuse auprès de Kimberly Shaw et ils deviennent amis.
Michael et Kimberly ont par la suite une liaison adultérine et ils finissent par se marier mais Michael la trompe rapidement avec la sœur de Jane, Sydney, qui exerce un chantage odieux sur lui.
La liaison de Sydney et Michael devient plus sérieuse lorsque, après un accident de voiture, Kimberly est laissée pour morte. Michael épouse Sydney, un peu contre son gré (Sydney sait que Michael était ivre quand il a provoqué l'accident qui a « supposément » coûté la vie à Kimberly), ce qui déplaît fortement à Jane qui, à la suite de cela, se brouille avec le couple.
Lorsque Michael apprend que Kimberly est toujours en vie, il divorce de Sydney et épouse à nouveau Kimberly. Il entreprend bientôt une passion avec Amanda Woodward, ce qui pousse Kimberly à divorcer. Cette dernière sombre dans la démence, ce qui l'amène à placer des explosifs dans le complexe Melrose Place dans l'espoir de tuer tous ses habitants. Michael en réchappe.

### Saison 4 à 5
Après cela, Michael reprend la vie commune avec Sydney, et le couple vit maritalement. Sydney lui organise une grande fête surprise d'anniversaire, dans leur maison de la plage, avec tous leurs amis de Melrose Place.
Lors d'une soirée caritative de l'hôpital, organisée par Sydney, où Michael devait faire un discours, il tente de la tromper avec sa première ex-épouse et sœur de Sydney, Jane. Le couple se sépare à nouveau, et Michael se remarie finalement avec Kimberly.
Plus tard, Michael a une aventure avec Megan Lewis, une prostituée que Kimberly a engagée pour satisfaire les pulsions sexuelles de Michael, étant donné qu'elle est gravement malade.
Cependant, la relation de Megan et Michael devient plus profonde et les deux se marient après le décès de Kimberly.
Michael fonde avec son ami et collègue Peter Burns le cabinet « Burns-Mancini ».

### Saison 6 à 7
La sœur de Michael, Jennifer, arrive en ville.
Son mariage avec Megan prend fin à cause de son infidélité avec Taylor McBride.
Professionnellement, la carrière de Michael se brise avec l'arrivée de Brett Cooper à l'hôpital Wilshire Memorial. Brett est un homme avec qui Kimberly Shaw a eu une aventure lorsque tout le monde la croyait morte, alors qu'en réalité, elle était en soins intensifs à Cleveland. Les deux hommes, qui se détestent avec véhémence, se combattent mutuellement, jusqu'à ce que Peter vire Michael du cabinet et engage Cooper comme associé. Michael, accablé et criblé de dettes, en est réduit à ouvrir un dispensaire dans un quartier mal fréquenté.
Finalement, Michael reprend son poste au cabinet et congédie Megan, fiancée à Cooper, pour se venger de lui. Le cabinet prend le nom "Burns-Mancini-Cooper".
Il se rend un jour à Chicago pour une réunion d'anciens élèves et y retrouve Jane, son ex-femme, avec qui il reprend la vie commune. Taylor McBride, qui est enceinte de lui, s'installe avec eux. Après la naissance de leur fils Michael Jr., Taylor repart à Boston, les laissant seuls.
Michael et Jane poursuivent leur romance et se remarient mais à la suite d'une infidélité de trop, Jane le quitte. Il entreprend alors une liaison avec Lexi Sterling, avec qui il tient à se marier mais elle refuse sa demande.
Lorsque Peter et Amanda ont des problèmes, il accepte de les aider à quitter la ville en simulant l'explosion de leur maison. Il reçoit de leur part un million de dollars et devient chef de clinique de l'hôpital Wilshire Memorial.
Dix ans après, lors du spin-off de la série, Michael est toujours chef de clinique et vit désormais avec sa femme, Vanessa, son fils Noah, et son autre fils de 19 ans, David Breck. On apprend également qu'il a aidé Sydney à simuler sa mort. Sydney était supposée être morte dans la saison 5 après avoir été fauchée par une voiture mais elle est en réalité bien vivante.
1. ↑  « Melrose Place - S1 E11 - A Promise Broken - video dailymotion » [vidéo], sur Dailymotion (consulté le 30 juin 2020).